# Lucas Pellas
Lucas Pellas (født d. 28. august 1995 i Stockholm) er en svensk håndboldspiller, som spiller i Montpellier HB og på Sveriges håndboldlandshold.
Han deltog under EM 2020, VM 2021 i Egypten, OL 2020 i Tokyo og EM 2022.